# The Hardy Boys (série télévisée, 2020)
Pour les articles homonymes, voir The Hardy Boys.
The Hardy Boys, ou Les frères Hardy au Québec, est une série télévisée américaine en 31 épisodes développée par Steve Cochrane et Jason Stone, diffusée entre le 4 décembre 2020 et le 26 juillet 2023 sur Hulu, et à partir du 5 mars 2021 sur YTV au Canada.
La série est une adaptation de la série littéraire Les Frères Hardy du collectif Franklin W. Dixon. Il s'agit de la cinquième adaptation des aventures des deux frères en série télévisée.
En France, la série est disponible depuis le 14 décembre 2022 sur le service Disney+ pour les deux premières saisons puis à partir de 2 avril 2025 pour la troisième,.

## Synopsis
Lorsque Frank et Joe Hardy déménagent à Bridgeport, avec leur père, ils découvrent que la petite ville cache en réalité de sombres secrets.

## Distribution

### Acteurs principaux
- Rohan Campbell (VF : Brieuc Lemaire) : Frank Hardy
- Alexander Elliot (VF : Arthur Dubois) : Joe Hardy
- James Tupper (saison 1) et Anthony Lemke (saison 2 et 3) (VF : Karim Barras) : Fenton Hardy
- Keana Lyn Bastidas (VF : Marie Braam) : Callie Shaw
- Linda Thorson (VF : Myriam Thyrion) : Gloria Estabrook
- Bea Santos (VF : Claire Tefnin) : Gertrude « Trudy » Hardy
- Adam Swain (VF : Maxime Van Santfoort) : Chet Morton
- Cristian Perri (VF : Damien Locqueneux) : Phil Cohen
- Atticus Dean Mitchell (VF : Grégory Praet) : JB Cox
- Riley O'Donnell (VF : Alayin Dubois) : Elizabeth « Biff » Hooper
- Jennifer Hsiung (saison 1) et Alli Chung (saison 2 et 3) (VF : Audrey d'Hulstère) : Jesse Hooper
- Krista Nazaire (VF : Mélissa Windal) : Belinda Conrad (saison 2 et 3)
- Sadie Munroe (VF : Bruno Mullenaerts) : Lucy Wayne (saison 2)
- Leonidas Castrounis : Dennis Gilroy (saison 2)
- Laara Sadiq : Kanika Khan (saison 1 et 3)
- Ari Cohen (VF : Michelangelo Marchese) : Hurd Sparewell (saison 3)
- Bailee Madison (VF : Sophie Pyronnet) : Drew Darrow / Sparewell (saison 3)

Photos des acteurs principaux
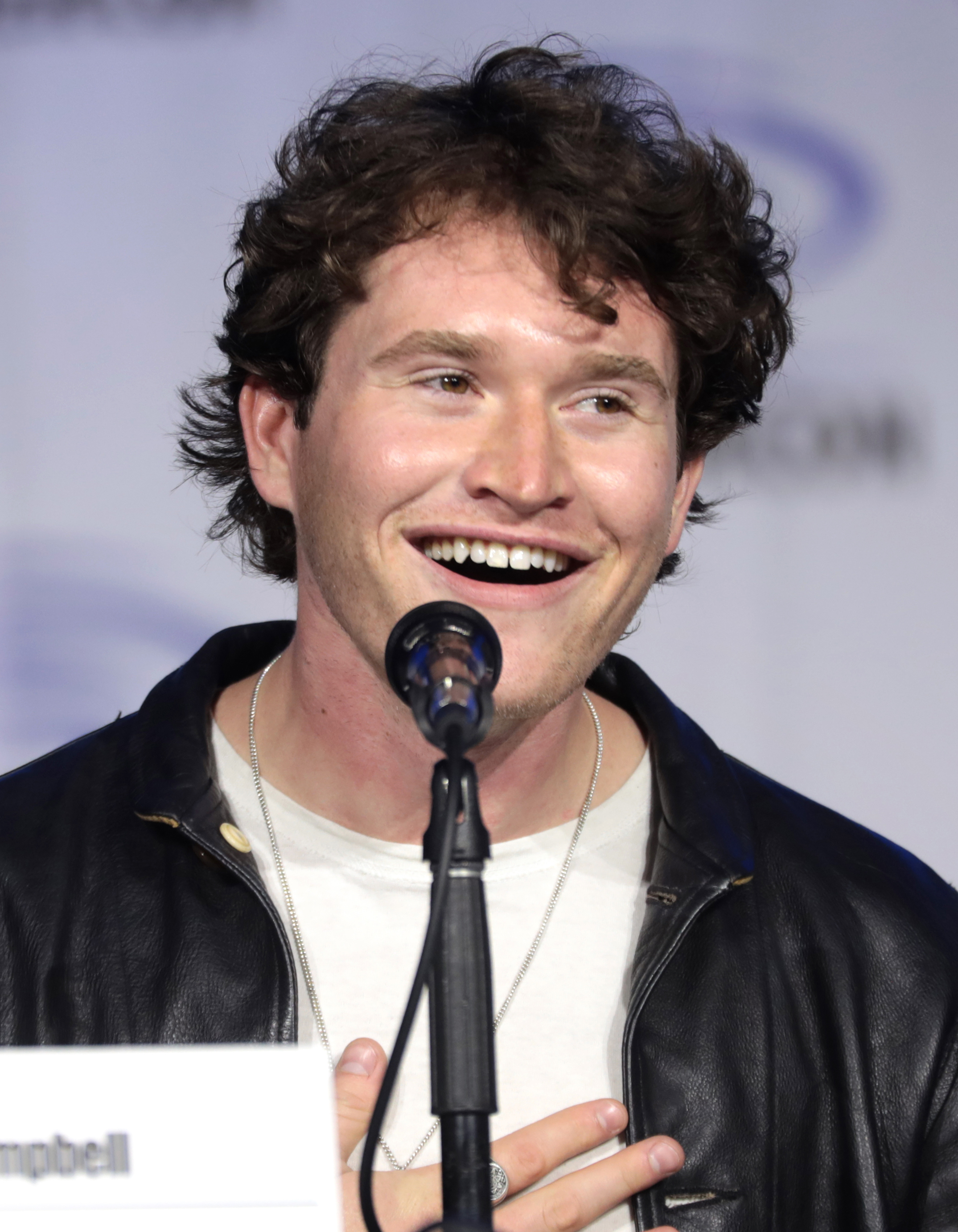
Rohan Campbell
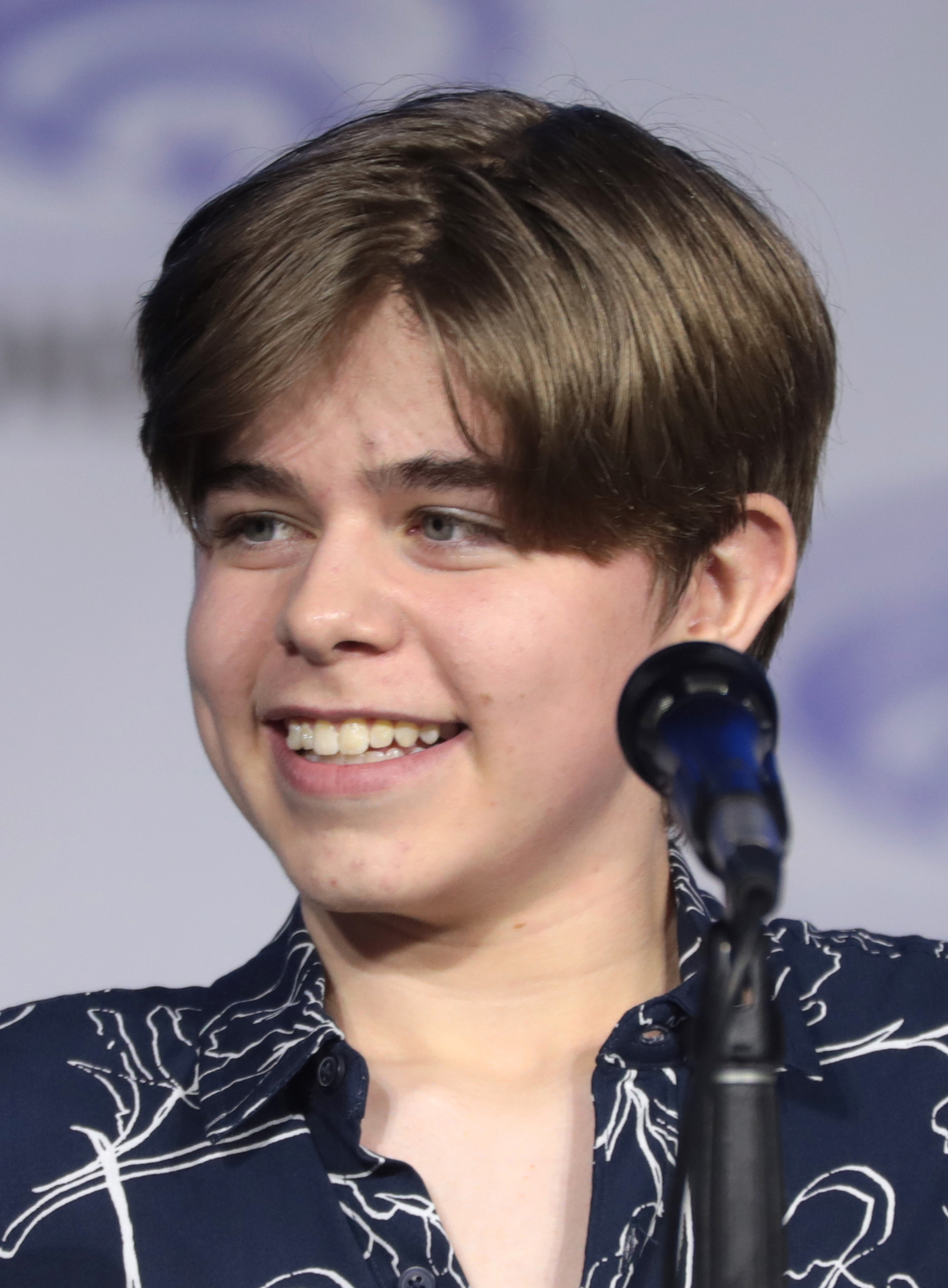
Alexander Elliot
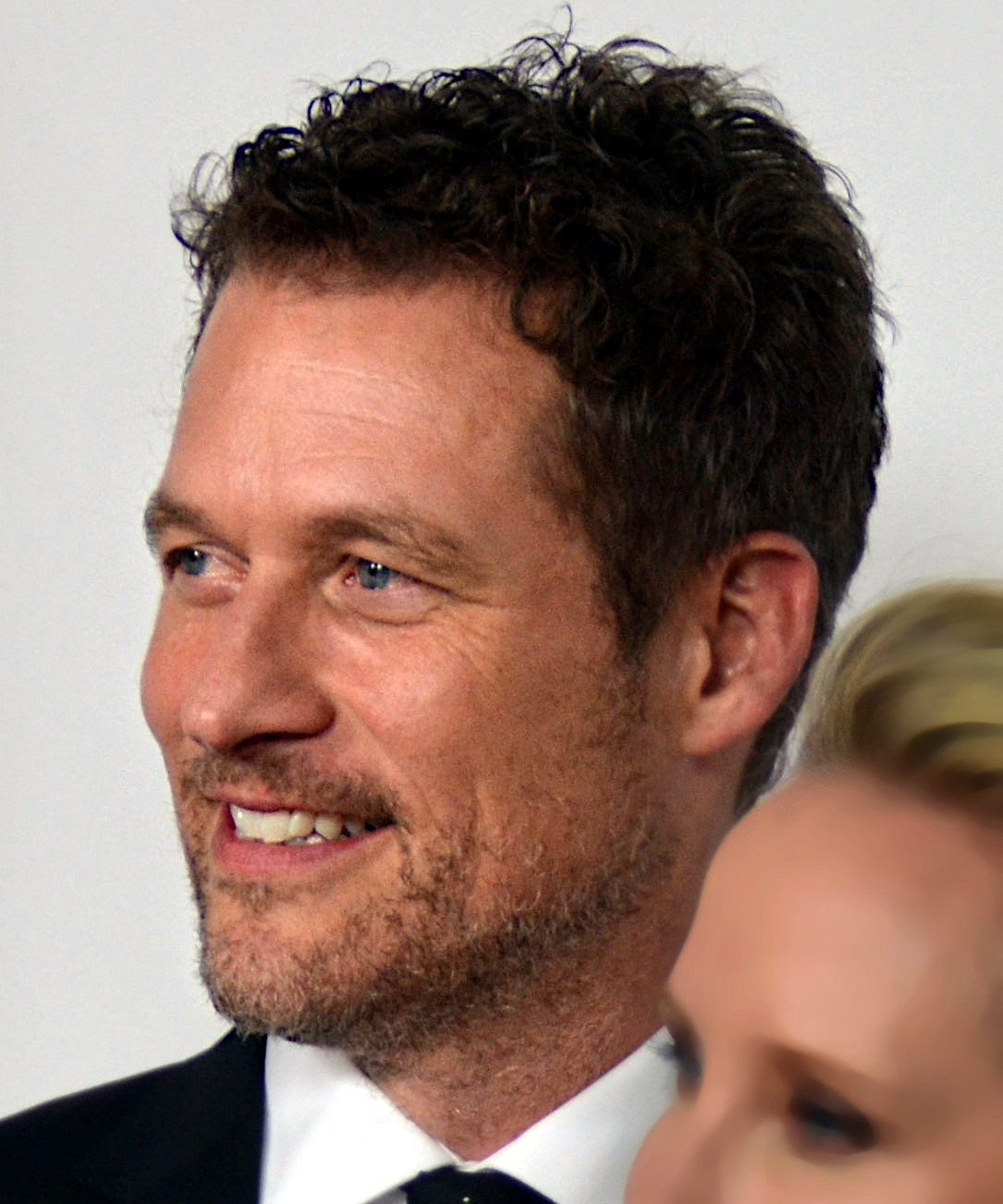
James Tupper
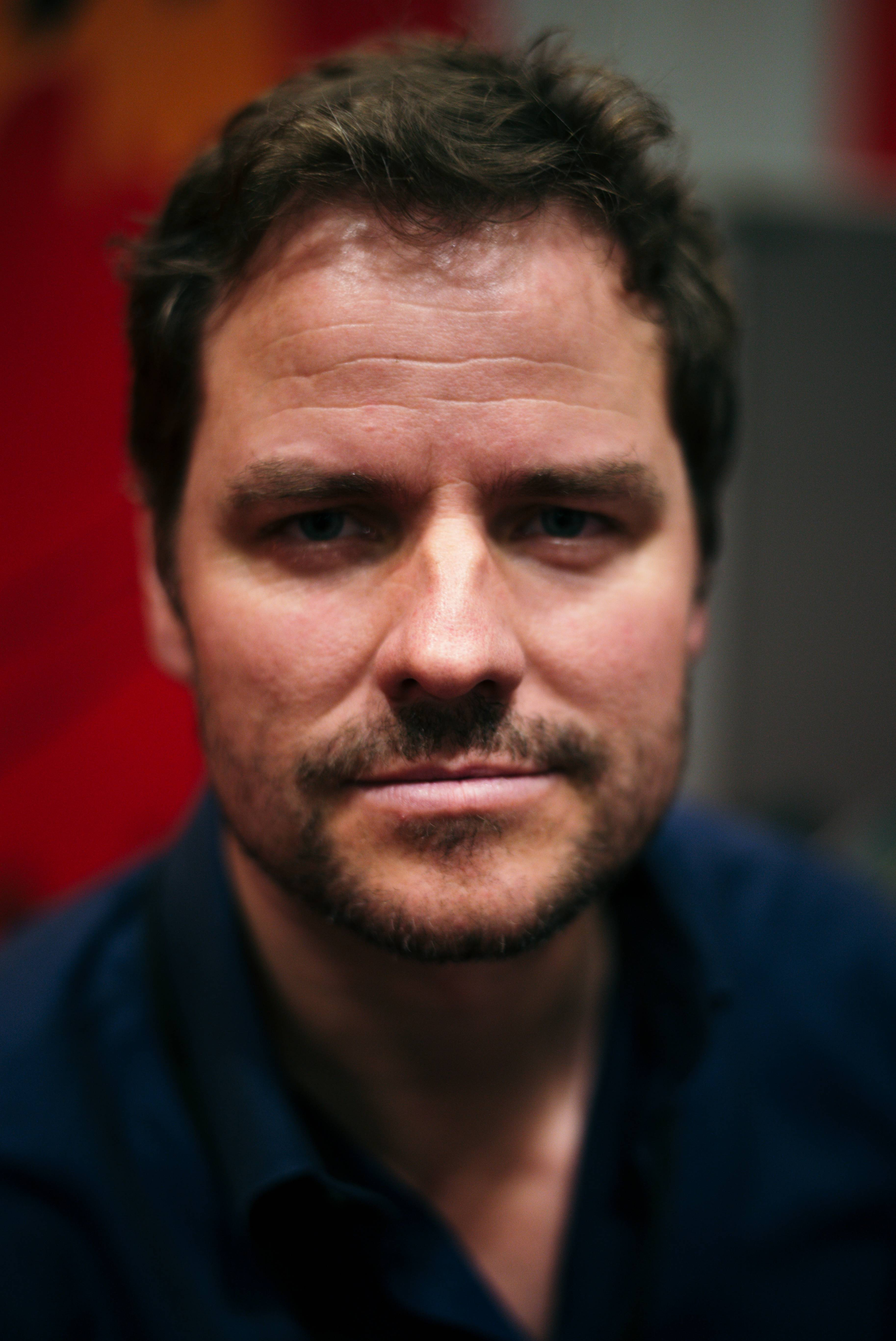
Anthony Lemke
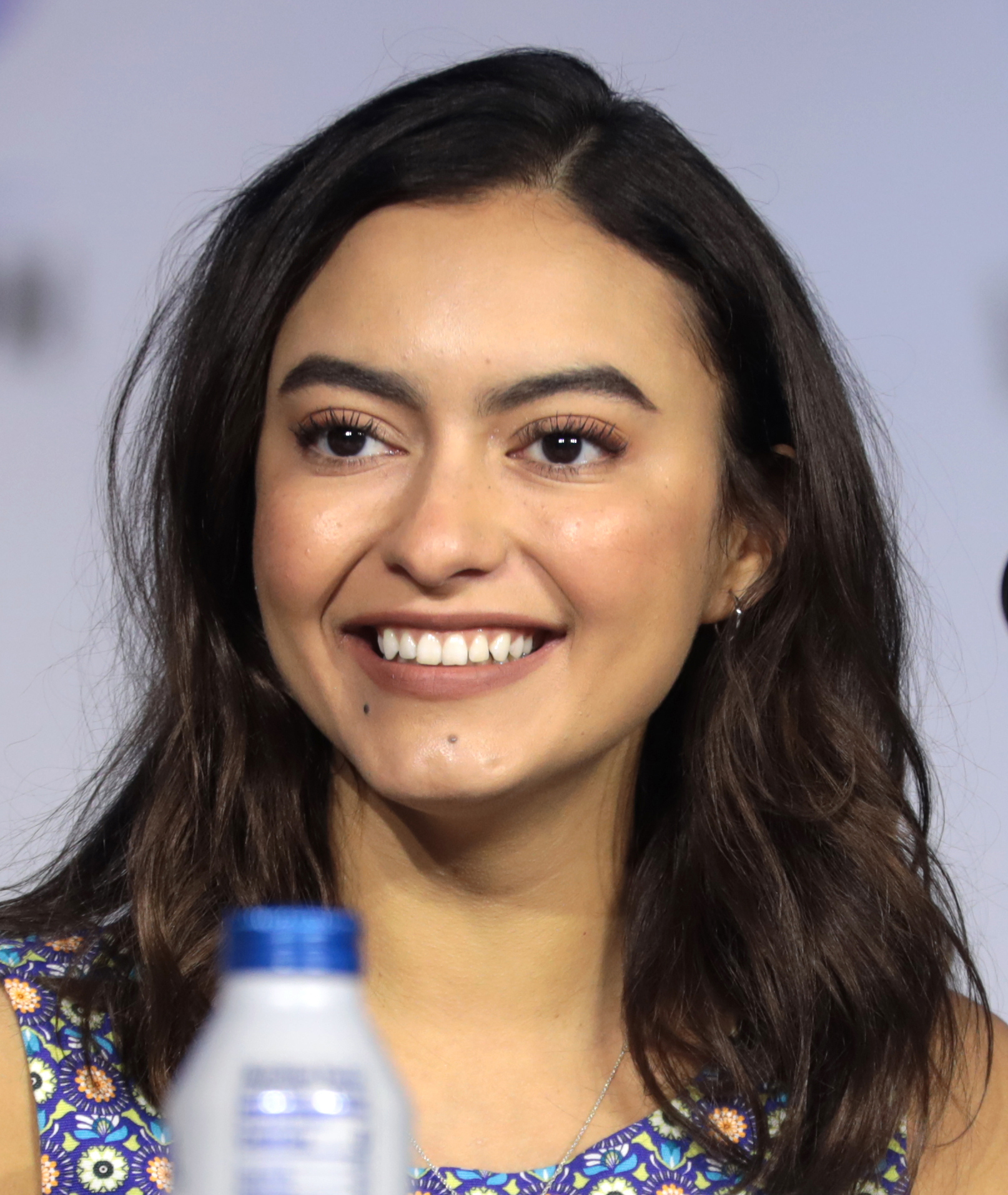
Keana Lyn
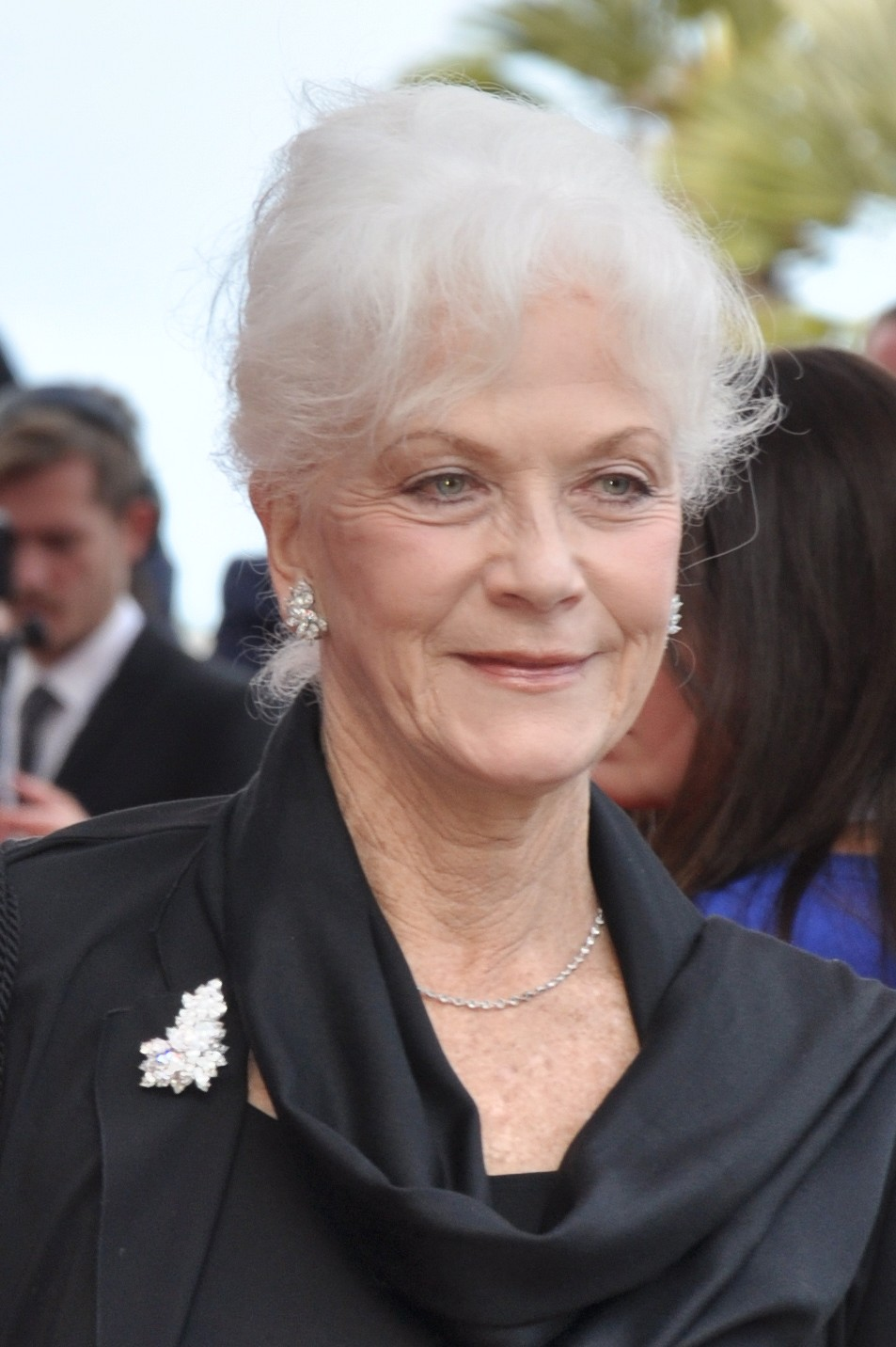
Linda Thorson
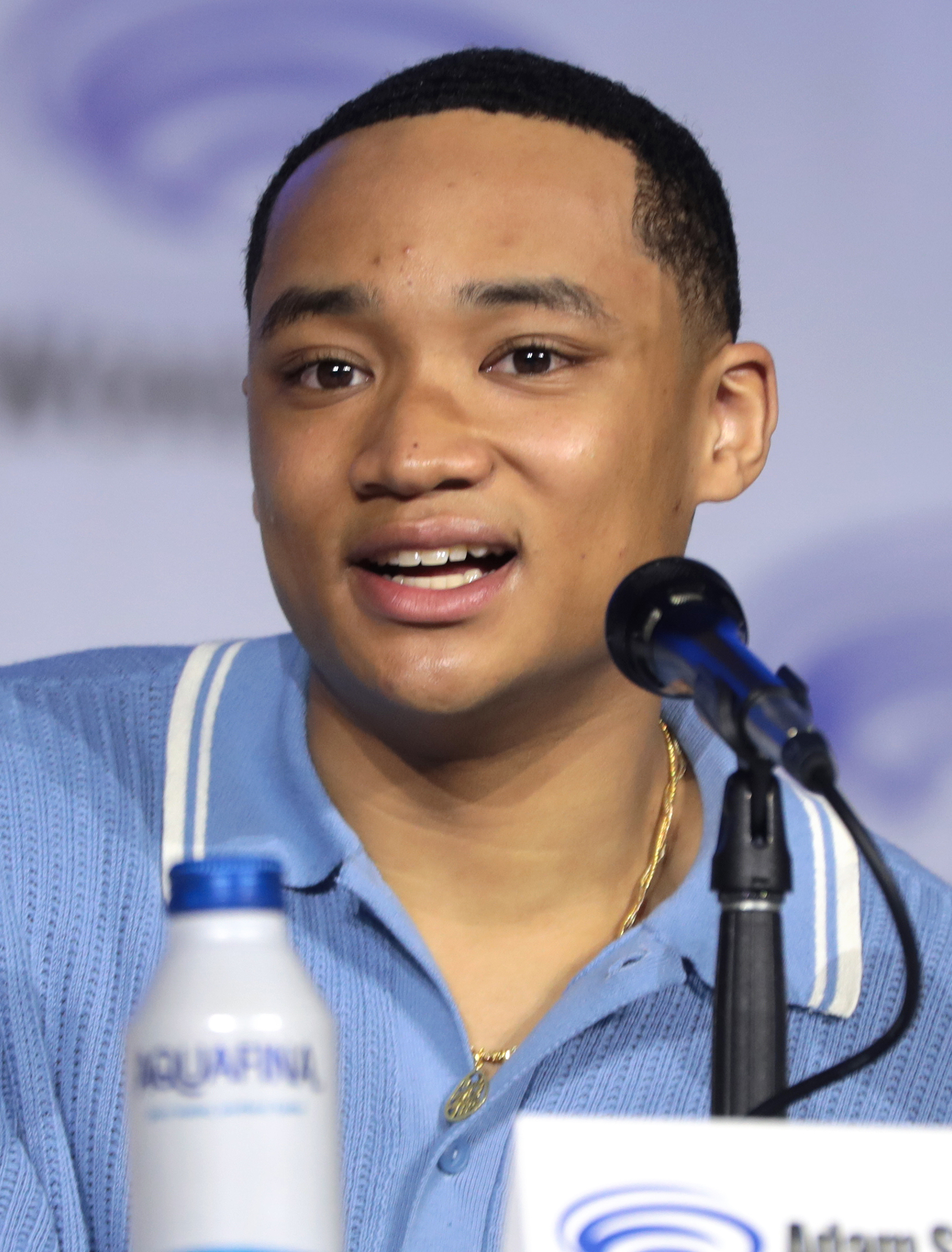
Adam Swain
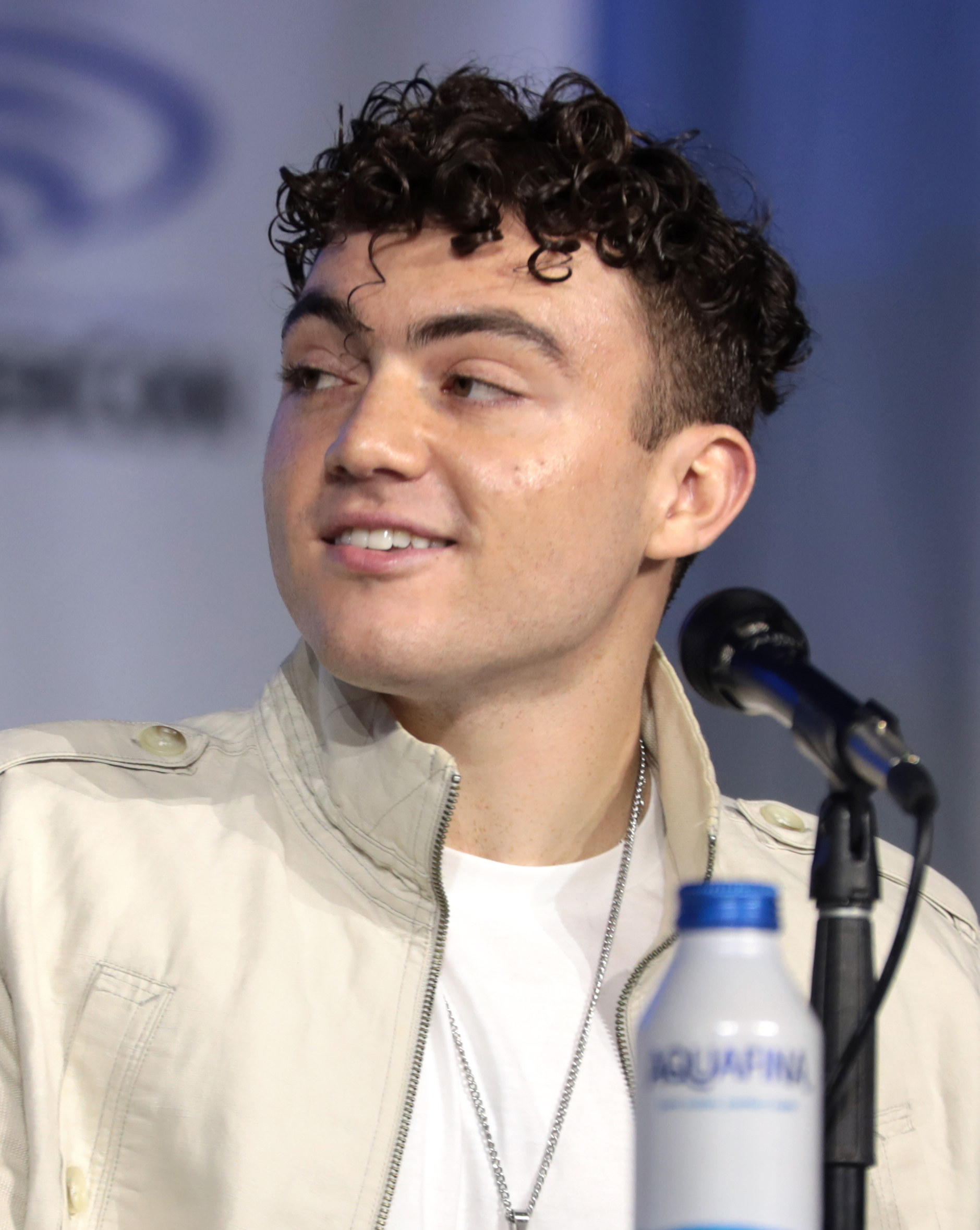
Cristian Perri
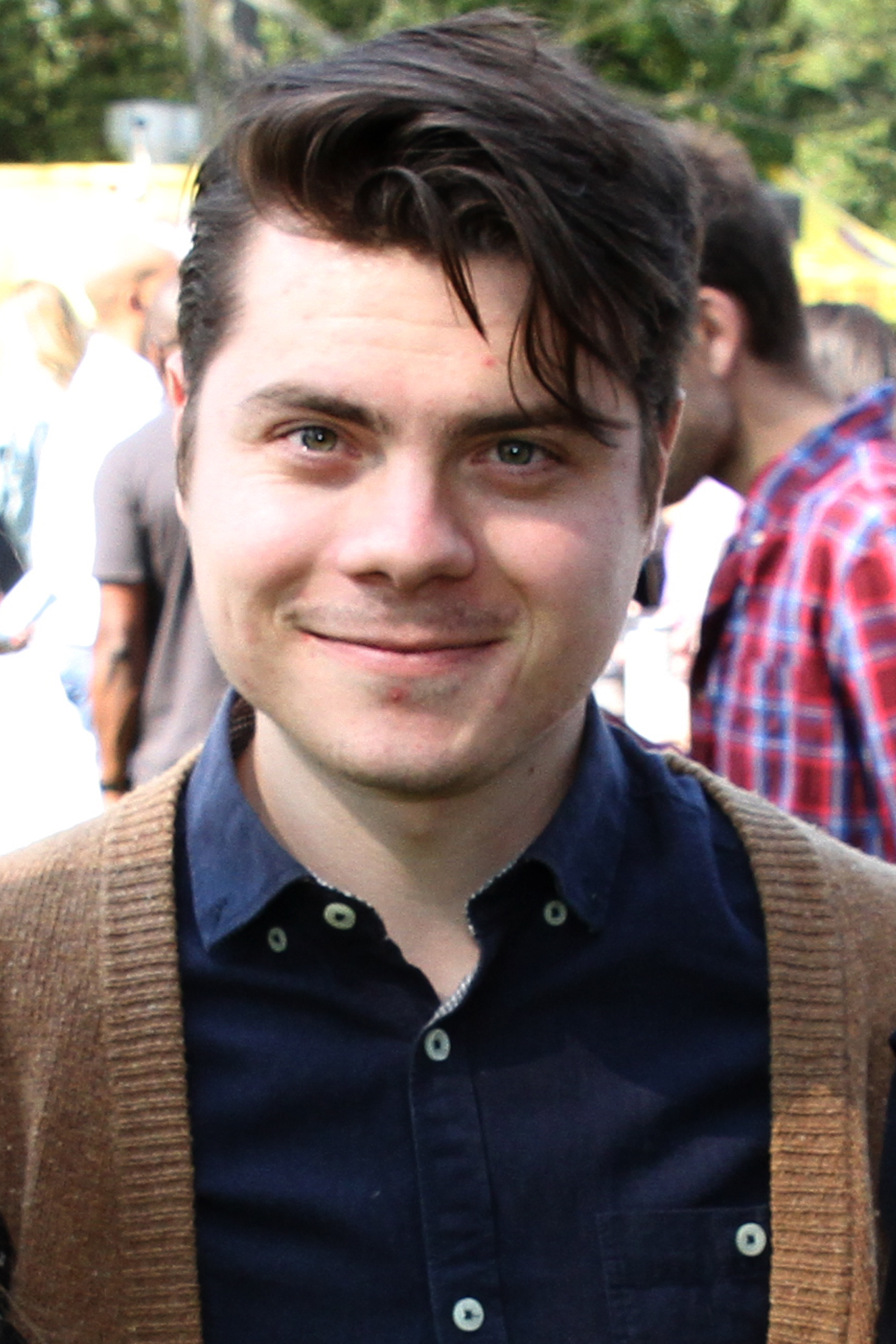
Atticus Mitchell
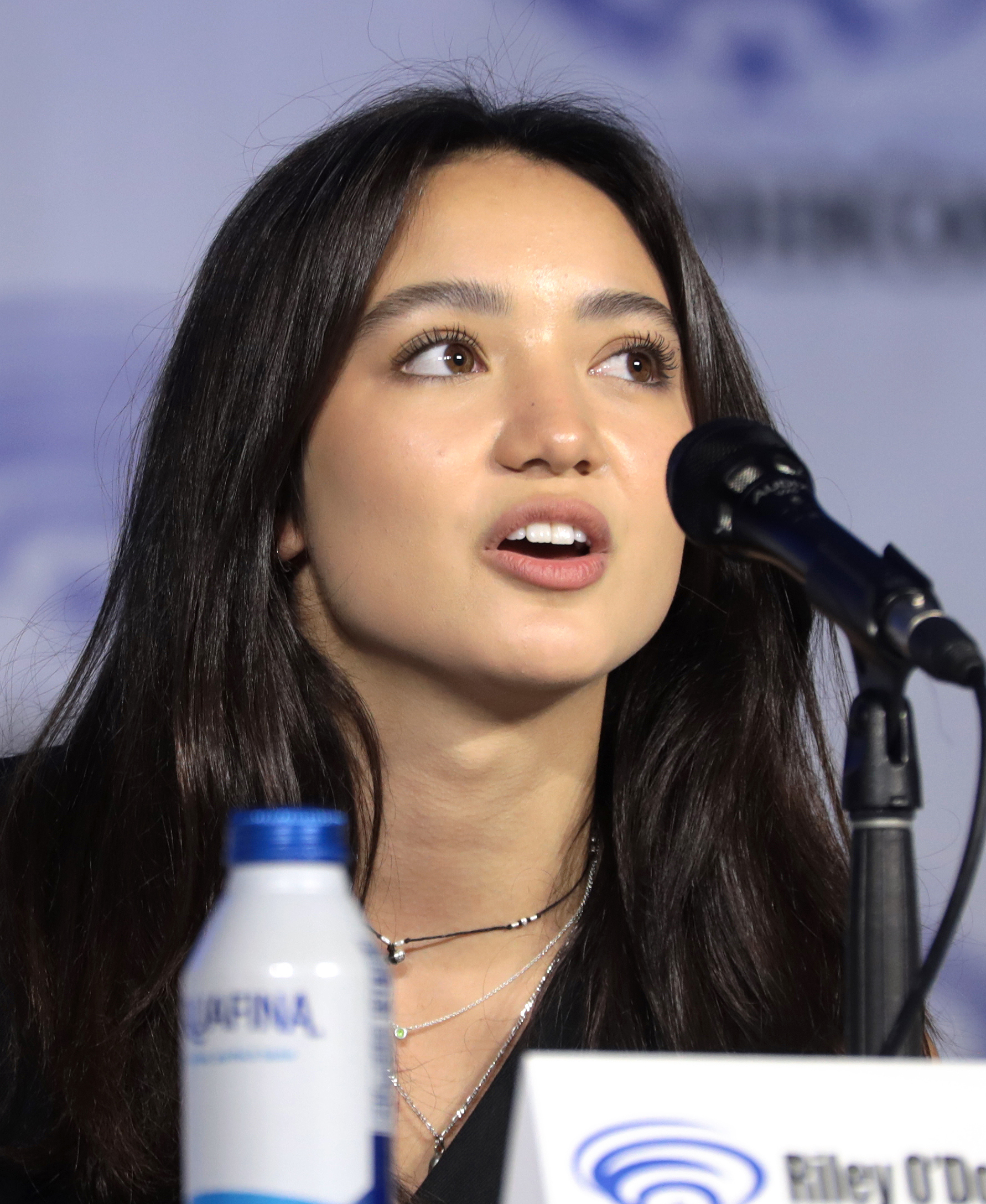
Riley O'Donnell
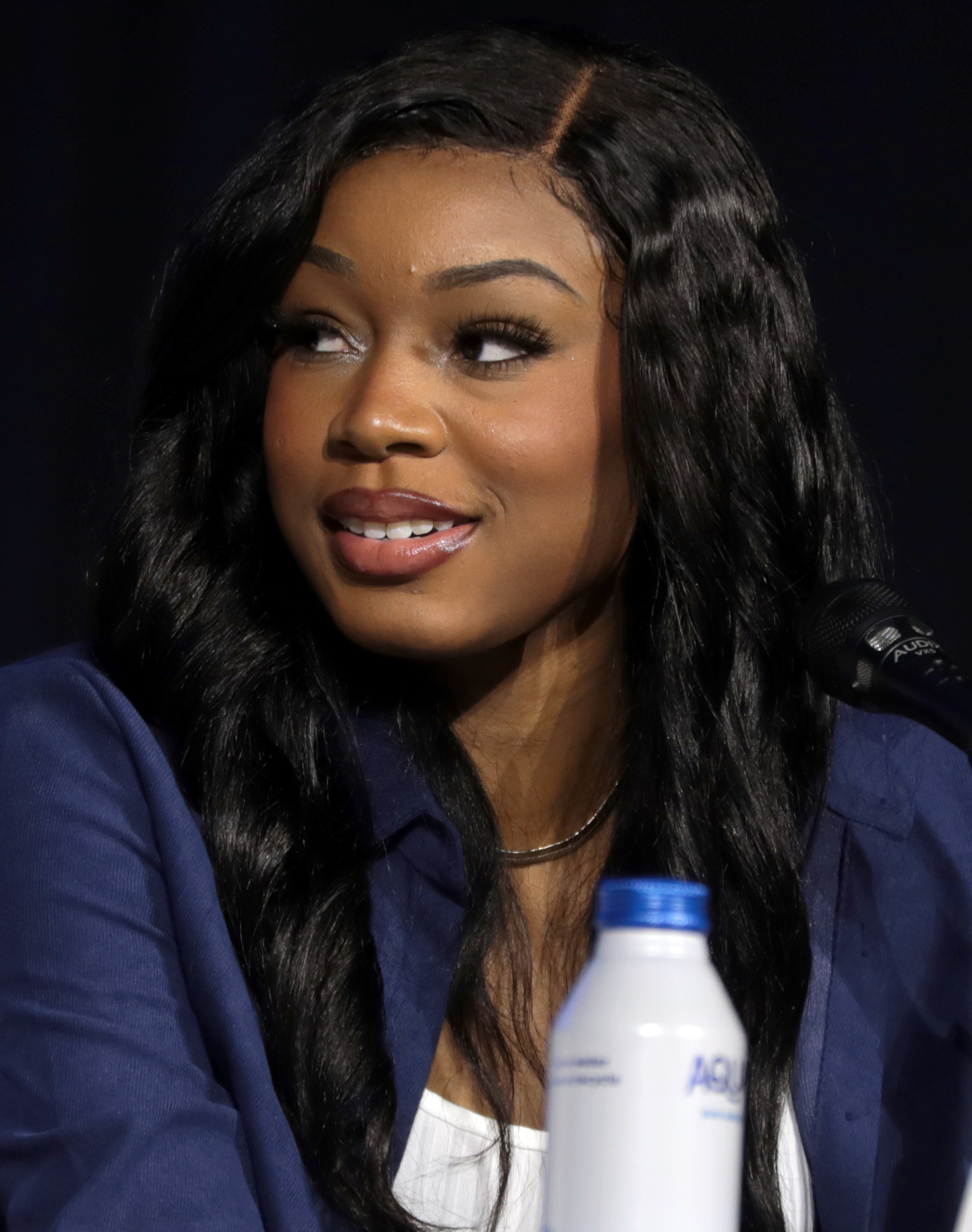
Krista Nazaire
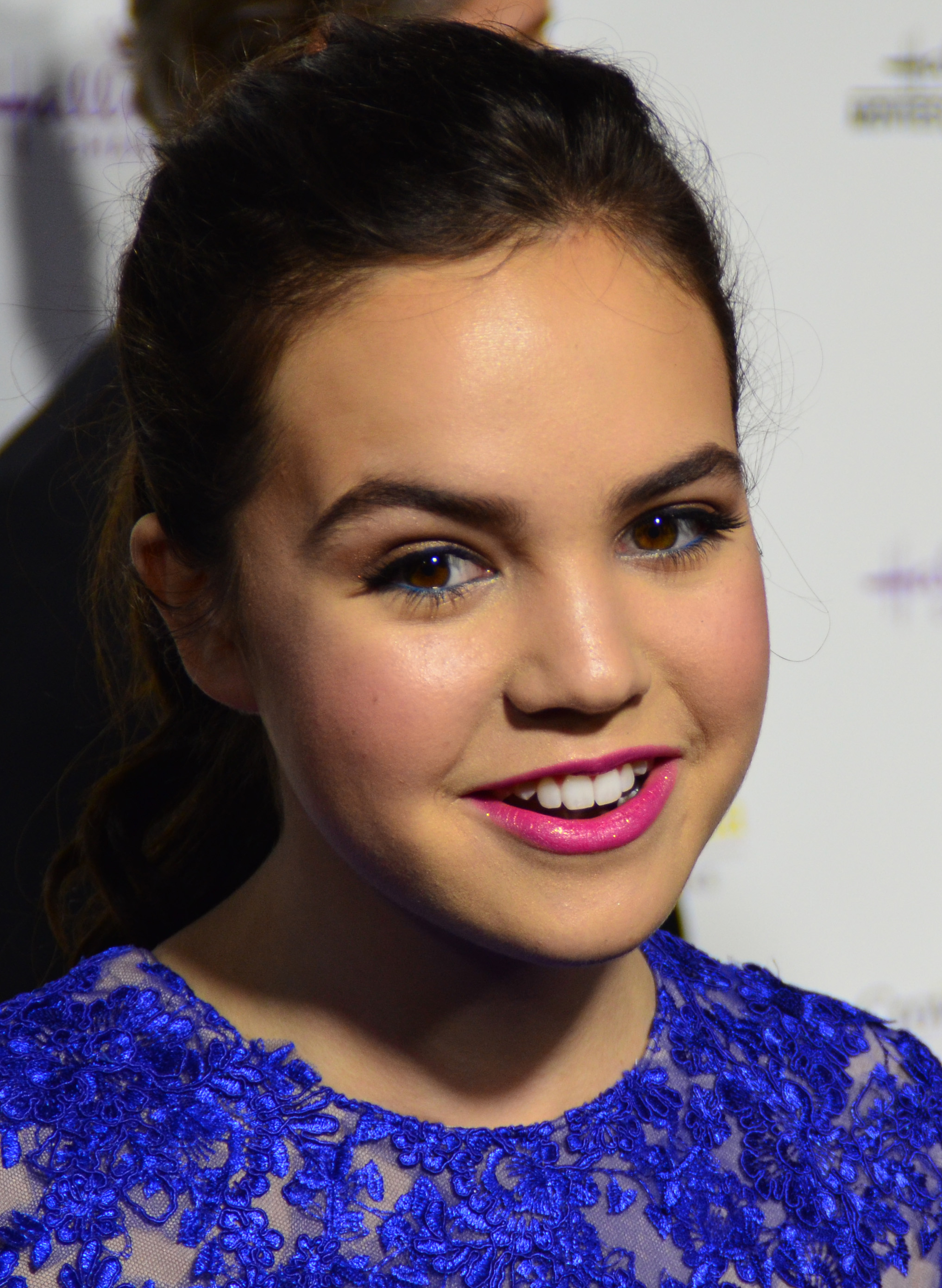
Bailee Madison

### Acteurs récurrents
- Janet Porter (VF : Fabienne Loriaux) : Laura Hardy
- Bill Lake : Ezra Collig
- Philip Williams : Wilt
- Jim Codrington : Sam Peterson
- Philip Craig : George Estabrook
- Stephen R. Hart : le Grand Homme (saison 1)
- Saad Siddiqui : Rupert Khan (saison 1)
- Vijay Mehta : Ahmed Kahn (saison 1)
- Ric Garcia : Stefan (saison 1)
- Frank Licari : Paul McFarlane (saison 1 et 2)
- Rachel Drance : Stacy Baker / Anastasia Nabokov (saison 1 et 3)
- Raven Dauda : Adjointe Con Riley (saison 2)
- Sima Sepehri (VF : Marcha Van Boven) : Angela Todd (saison 2)
- Mal Dassin : Mack Malone (saison 2)
- Gray Powell : George Estabrook jeune (saison 2)
- John Daniel (VF : Thibaut Delmotte) : Donald Dukay (saison 2 et 3)
- Tara Yelland (VF : Delphine Moriau) : Olivia Kowalski / Sparewell (saison 2 et 3)
- Milton Barnes (VF : Jean-Marc Delhausse) : Brian Conrad (saison 2 et 3)
- Jake Epstein (VF : Marc Weiss) : Adrian Munder (saison 2 et 3)
- Joe Dinicol (VF : Antoni Lo Presti) : Agent Driscoll (saison 3)

Source : selon les cartons de doublage apparaissant sur Disney+

## Production

### Développement
La série est annoncée en septembre 2019, Jason Stone et Steve Cochrane sont choisis pour le développement de la série,. La première saison est diffusée sur Hulu aux États-Unis le 4 décembre 2020 et comprend 13 épisodes. En juin 2021, la série est renouvelée pour une deuxième saison, diffusée à partir de 6 avril 2022,. La série est renouvelée pour une troisième saison en octobre 2022, la diffusion a lieu à partir du 26 juillet 2023,.

### Distributions des rôles
La quasi-totalité du casting de la première saison est annoncée dès la sortie de la bande annonce de la série. Pour la deuxième saison, James Tupper (Fenton Hardy) est remplacé par Anthony Lemke et Jennifer Hsiung (Jesse Hoper), par Alli Chung,. S'ajoute également à la distribution, Krista Nazaire et Sadie Munroe dans les rôles respectifs de Belinda Conrad et Lucy Wayne. En octobre 2022, Bailee Madison rejoint la distribution de la troisième saison en tant que Drew Darrow.

### Tournage
La série est tournée en Ontario, au Canada, avec Cambridge comme lieu de tournage principal, et Port Hope, Hamilton et Toronto comme lieux secondaires,. Le tournage de la première saison a lieu de septembre 2019 à janvier 2020, celui de la deuxième saison de juin à octobre 2021 et celui de la troisième de septembre à novembre 2022.
 Sauf indication contraire, les informations mentionnées dans cette section peuvent être confirmées par la base de données cinématographiques IMDb,  présente dans la section « Liens externes ».

### Fiche technique
- Titre original : The Hardy Boys
- Titre québécois : Les Frères Hardy
- Développement : Steve Cochrane et Jason Stone d'après Les Frères Hardy du collectif Franklin W. Dixon
- Photographie : Fraser Brown, D. Gregor Hagey et Justin Black
- Direction artistique : Brian Verhoog
- Décors : Andrew Hill et Steve Newburn
- Costumes : Judith Ann Clancy et Zena Fares
- Casting : Larissa Mair
- Montage : Daniel Sadler, Shelley Therrien, Ana Yavari, Lauren Brandon, Christopher Minns, Thomas Lieu et Aaron Marshall
- Musique : Edo Van Breemen
- Sociétés de production : Lambur Productions, Nelvana et Corus Entertainment
- Sociétés de distribution : Hulu (États-Unis), YTV (Canada) et Disney+ (Mondial)[18]
- Pays d'origine :  Canada et  États-Unis
- Langue originale : Anglais
- Format : Couleur - 16:9 (HD) - Son : Stéréo
- Genre : Drame, thriller et fantastique
- Durée : 41 à 48 minutes
- Public :
  -  États-Unis :  (contrôle parental obligatoire)
  -  France : Déconseillé aux moins de  ans

 Sauf indication contraire, les informations mentionnées dans cette section peuvent être confirmées par la base de données cinématographiques IMDb,  présente dans la section « Liens externes ».

## Épisodes
| Saisons | Saisons | Nombre d'épisodes | Diffusion originale | Diffusion canadienne | Diffusion canadienne | Diffusion française |
| Saisons | Saisons | Nombre d'épisodes | Diffusion originale | Début de saison      | Fin de saison        | Diffusion française |
| ------- | ------- | ----------------- | ------------------- | -------------------- | -------------------- | ------------------- |
|         | 1       | 13                | 4 décembre 2020     | 5 mars 2021          | 28 mai 2021          | 14 décembre 2022    |
|         | 2       | 10                | 6 avril 2022        | 4 avril 2022         | 6 juin 2022          | 14 décembre 2022    |
|         | 3       | 8                 | 6 juillet 2023      | 6 juillet 2023       | 6 juillet 2023       | 2 avril 2025        |

### Première saison (2020)
1. Bienvenue dans votre vie (Welcome to Your Life)
2. Où la lumière ne peut vous trouver (Where the Light Can't Find You)
3. De liberté et de plaisir (Of Freedom and Pleasure)
4. Secrets et mensonges (Secrets and Lies)
5. Le Décrochage (The Drop)
6. À la vue de tous (In Plain Sight)
7. Une figure cachée (A Figure in Hiding)
8. Ce qui s'est passé à Bridgeport (What Happened in Bridgeport)
9. La Clef (The Key)
10. La Chambre secrète (The Secret Room)
11. Piégés (No Getting Out)
12. Les yeux dans les yeux (Eye to Eye)
13. Pendant que l'horloge tournait (While the Clock Ticked)

### Deuxième saison (2022)
1. Une disparition (A Disappearance)
2. Rapports contradictoires (Conflicting Reports)
3. La caméra manquante (The Missing Camera)
4. Un indice sur pellicule (A Clue on Film)
5. En route pour la destruction (Heading for Destruction)
6. À la chasse à l'intrus (Hunting an Intruder)
7. Ordres du docteur (The Doctor's Orders)
8. Une frayeur de minuit (A Midnight Scare)
9. Capturé ! (Captured!)
10. Un retour inattendu (An Unexpected Return)

### Troisième saison (2023)
1. Un drôle d'héritage (A Strange Inheritance)
2. Une disparition mystère (A Vanishing Act)
3. Des ennuis à coup sûr (A Promise of Trouble)
4. L'Accident (The Crash)
5. La Révélation (Revelation)
6. La toile de l'araignée (The Spider's Net)
7. Dans l'ancienne maison (At The Old House)
8. Une folle épopée (A Wild Ride)

## Accueil

### Critiques
Sur Rotten Tomatoes, la première saison de la série recueille 71 % de critiques positives, avec une note moyenne de 7,2/10 sur la base de 7 critiques collectées. Sur le site Metacritic, qui utilise une moyenne pondérée, attribue à la série une note de 7,5 sur 10 sur la base de 11 critiques, indiquant des « critiques généralement favorables ». Sur l'Internet Movie Database, la série obtient une note de 7/10 pour 3 800 critiques.

## Distinctions
Sauf indication contraire, les informations mentionnées dans cette section peuvent être confirmées par la base de données cinématographiques IMDb,  présente dans la section « Liens externes ».